# Brandquad
Brandquad — российская IT-компания, разрабатывающая систему управления информацией о продукте для производителей и ретейлеров. Штаб-квартира расположена в Москве.

## История
Компания основана в Москве в 2015 году. Основатели компании — Филипп Денисов и Константин Шишкин. Первыми клиентами Brandquad стали L’Oreal и Saint-Gobain, затем Unilever, Reckitt Benckiser и Hasbro.
В 2016 году компания приняла участие в десятом наборе акселератора ФРИИ, в 2017 году привлекла seed-финансирование в размере 15 млн рублей.
В 2018 году проект прошел акселератор крупнейшего ретейлера на Ближнем Востоке — Chalhoub Group.
В 2019 году Brandquad привлек инвестиции от бизнес-ангела и ФРИИ в размере 187,5 млн рублей.
В том же году Brandquad прошел акселерационную программу фонда Gellery Lafayette «Plug&Play» и открыл свои первые представительства в Европе — в Париже и в Лилле.
Клиенты Brandquad — производители товаров повседневного спроса, строительных материалов, косметики, одежды и фармацевтики.

## Деятельность
Платформа Brandquad включает в себя PIM-систему, аналитический сервис на основе искусственного интеллекта для проверки изображений о товарах на сайтах ретейлеров, несколько цифровых сервисов для повышения конверсии в интернет-магазинах и сервисы лаборатории по производству фото- видео- и текстового контента для использования в электронной коммерции.
Способы передачи данных:
- прямая интеграция по API;
- публичный онлайн-каталог товаров с доступом по ссылке;
- выгрузка спецификаций по требованиям ретейлеров из системы на стороне пользователя[2][8][9].

### Продукты
1. PIM (Product Information Management) — система сбора информации о всех продуктах компании в электронный каталог с централизованным управлением.
2. DAM (Digital Assets Management) — модуль для работы с медиаданными, имеющими отношение к изображениям, аудио- и видеофайлам по конкретным продуктам.
3. Product Data Distribution (Дистрибуция продуктовых данных) — модуль для автоматизированной передачи информации о товарах в каталоги партнеров, на собственный сайт, в онлайн-магазины ретейлеров и в маркетплейсы.
4. E-commerce Intelligence (Аналитика онлайн-продаж) — модуль мониторинга и анализа с целью поиска точек роста и для принятия оперативных решений.
5. BuyButton (Кнопка «Купить») — специальный виджет-кнопка для увеличения онлайн-продаж; устанавливается на сайт компании/бренда или на промо-страницу продукта и уводит потребителей в карточку товара в интернет-магазинах.
6. BQ Mobile App (мобильное приложение) — сервис для повышения лояльности и улучшения пользовательского опыта.
7. Цифровая лаборатория — комплекс услуг по оцифровке товаров: от измерения габаритов и распознавания атрибутов товара с этикетки, до профессиональной фотосъемки и производства 3D-моделей товаров.

### Показатели деятельности
Выручка Brandquad за 2018 год составила 43 млн рублей. Штат сотрудников — (200-3) человека. На начало 2019 года в число клиентов компании входит более 30 компании и корпорации из сегмента FMCG и ретейлеров, среди которых Nestle, Procter&Gamble, STADA, Unilever, Dior, Johnson & Johnson, Estee Lauder, Henkel, Bayer и др..